# Pédionome errant
Pedionomus torquatus
Famille
Genre
Espèce
Statut de conservation UICN

 CR A2ac : 
En danger critique
Le Pédionome errant (Pedionomus torquatus), aussi dit Hémipode à collier, est une espèce d'oiseaux endémique d'Australie. C'est la seule espèce de la famille des Pedionomidae (pédionomidés).

## Description

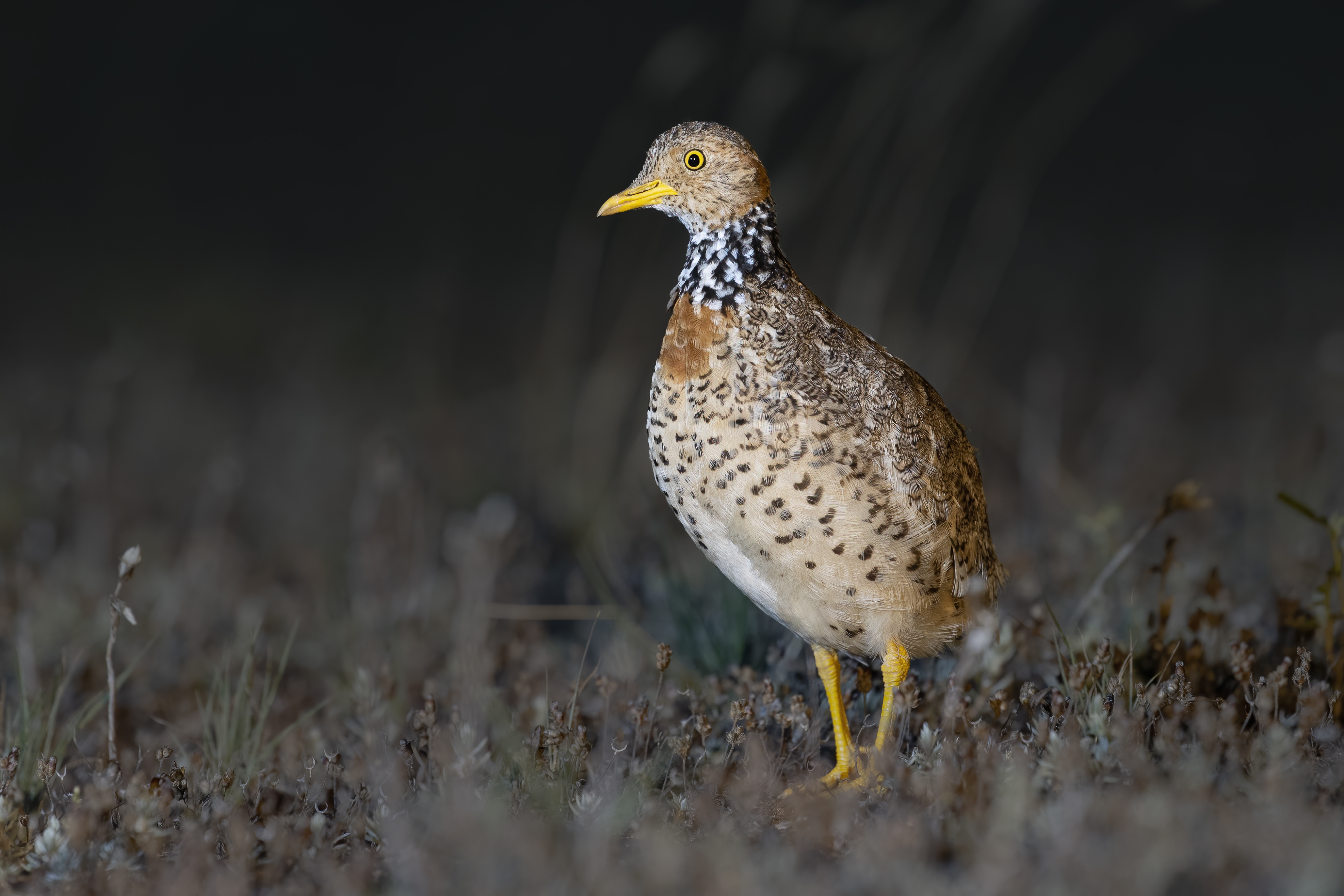
Une pédionome errant femelle se promenant à Deniliquin, Australie. Novembre 2021.

C'est un petit oiseau terrestre (15-19 cm), ressemblant à une caille, au bec mince et à très courte queue.

## Répartition et habitat
Cette espèce est endémique d'Australie, on la trouve dans le nord de l'état du Victoria, le nord-est de l'Australie-Méridionale, le sud de la Nouvelle-Galles du Sud et l'ouest du Queensland. 
Elle vit dans des prairies avec environ 50% de sol nu. La végétation mesure entre 5 et 15 cm de haut avec quelques plantes herbacées de plus de 30 cm de haut.

## Position systématique
Longtemps classé parmi les turnicidés, il en a été séparé car à l'inverse des espèces de cette famille, il possède un pouce.